# Mycale adhaerens
Mycale adhaerens är en svampdjursart som först beskrevs av Lawrence Morris Lambe 1893.  Mycale adhaerens ingår i släktet Mycale och familjen Mycalidae. Utöver nominatformen finns också underarten M. a. fibrosa.